# Metroul din Ekaterinburg

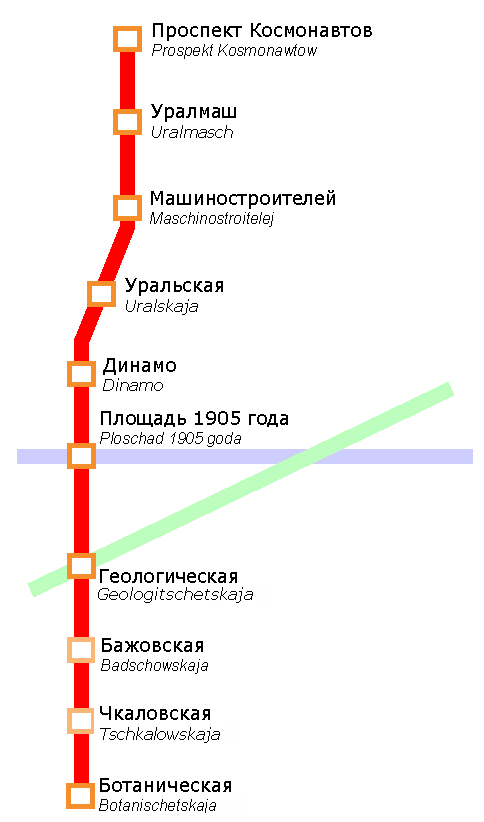

Metroul din Ekaterinburg  (în limba rusă: Екатеринбургский метрополитен) —  a fost inaugurat la 27 aprilie 1991.  